# John Mercer Langston

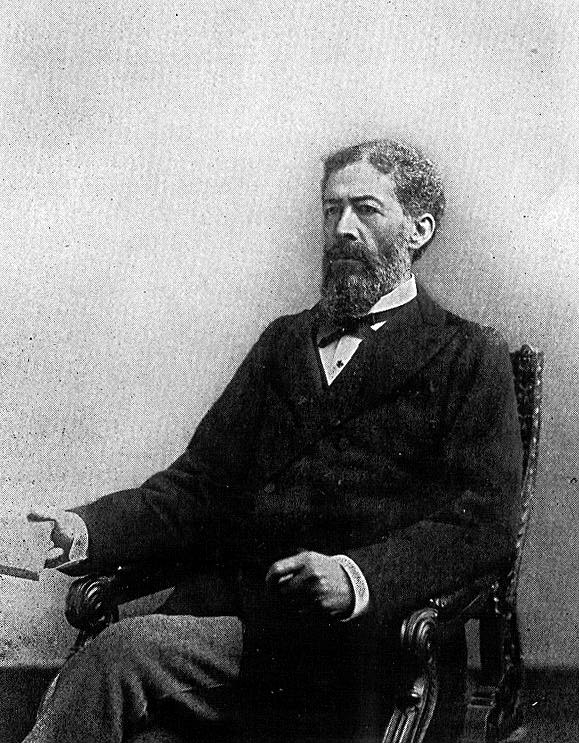
John Mercer Langston

John Mercer Langston (* 14. Dezember 1829 im Louisa County, Virginia; † 15. November 1897 in Washington, D.C.) war ein Rechtsanwalt und Politiker aus den Vereinigten Staaten. Neben Frederick Douglass war er einer der bekanntesten und einflussreichsten Bürgerrechtler des 19. Jahrhunderts. Er war der erste Afroamerikaner, der für Virginia ins Repräsentantenhaus der Vereinigten Staaten gewählt wurde.
Langston wurde als jüngster Sohn des weißen Plantagenbesitzers Ralph Quarles und der aufgestiegenen ehemaligen Sklavin Lucy Langston geboren. Seine Mutter war indischer und schwarzer Abstammung. Nachdem seine Eltern im Jahre 1834 früh gestorben waren, erlaubte ihm das hinterlassene Vermögen, in Oberlin, Ohio die Schule zu besuchen. 1849 schloss er das Studium am College ab und nahm die Arbeit als Anwalt in dieser Stadt auf. 1864 wurde er Präsident der National Equal Rights League. Im Bürgerkrieg rekrutierte er schwarze Soldaten für die Truppen der Nordstaaten. Von 1877 bis 1885 fungierte er als amerikanischer Gesandter in Haiti, wo er mit Ebenezer Bassett ebenfalls einem Afroamerikaner folgte. Ab 1884 fungierte er auch als Chargé d’Affaires in der benachbarten Dominikanischen Republik.
1888 kandidierte Langston als Republikaner für das Repräsentantenhaus und wandte sich mit der Aufforderung an die schwarze Bevölkerung Virginias, ihn seiner Abstammung wegen zu wählen. Langston gewann die Wahl, stieß allerdings auch in seiner eigenen Partei auf Ablehnung. Als Führer der Schwarzen war Langston bekannt für häufige Meinungsumschwünge. In den 1870er-Jahren rief er die Schwarzen dazu auf, den Süden zu verlassen, um der Unterdrückung zu entkommen. Später nahm er an, mit steigendem Wohlstand und besserer Bildung würden sich die Spannungen zwischen Schwarzen und Weißen abbauen.
Die Stadt Langston in Oklahoma ist nach ihm benannt.